# 混亂的旅館
《混亂的旅館》（英語：The Penultimate Peril）是雷蒙尼·史尼奇系列作品《波特萊爾大遇險》的第十二部小說，於2005年10月18日出版。

## 情節概要
V.F.D.志工凱特·史尼奇開著計程車將波特萊爾三姊弟（紫兒、克勞斯和桑妮）送到大結局旅館，三姊弟將在V.F.D.舉行聚會前扮成旅館門房觀察客人。旅館的經理是難以分辨的三胞胎——弗蘭克、爾尼斯特和杜威，其中弗蘭克是V.F.D.志工，爾尼斯特是壞人，杜威則是一個多數人都不確定是誰的人，許多人甚至懷疑這個人是否真的存在過。
在工作期間，波特萊爾三姊弟陸續見到艾絲梅·史瓜樂、卡麥麗塔·史派茲、副校長尼祿、海爾、先生、查理等諸多熟人入住大結局旅館，還與傑洛米·史瓜樂和史卓絲法官重逢。但邪惡的歐拉夫伯爵也來到大結局旅館，杜威在一場意外中不幸身亡，史卓絲法官聯同高等法院的其餘兩名法官招開法庭（除法官外的所有人都得蒙上眼睛），波特萊爾三姊弟在法庭上陳述自己的經歷。未料那兩名法官卻是歐拉夫的同夥「有鬍子沒頭髮的男人」和「有頭髮沒鬍子的女人」，歐拉夫伯爵挾持史卓絲法官來脅持波特萊爾三姊弟。大結局旅館最終毀於大火之中，歐拉夫伯爵與波特萊爾三姊弟同乘一艘船出海。

## 改編作品
本作被改編為電視劇《波特萊爾的冒險》第三季的第五、六集。該劇的執行製片人巴里·索南菲爾德認為，《混亂的旅館》就像是整部《波特萊爾大遇險》系列小說的高潮。